# Octave Léry
Pour les articles homonymes, voir Léry.

a Compétitions nationales et continentales officielles uniquement.

Octave Joseph Léry (né le 15 novembre 1885 à Bourg-Lastic - mort le 10 mai 1938 à Toulouse), est une personnalité du rugby français ayant exercé les fonctions de joueur, arbitre et dirigeant.

## Biographie

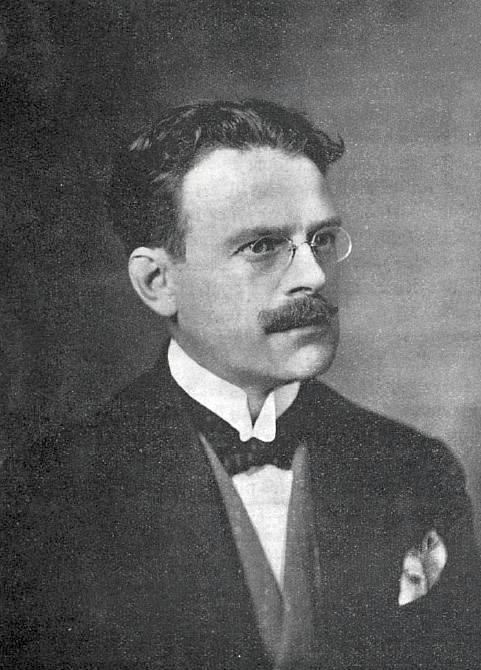
Octave Léry vers 1930.

Octave Léry naît le 15 novembre 1885 à Bourg-Lastic. Ses parents sont Gilbert Léry, brigadier de gendarmerie, et de Marie Escot.
Il commence la pratique du rugby au sein de l'équipe scolaire des Iris qui dépend du lycée Blaise-Pascal de Clermont-Ferrand. Il poursuit des études de vétérinaire à Toulouse et intègre en parallèle le club de rugby de l'USEV Toulouse (Union sportive de l'école vétérinaire) surnommé le Véto-Sport. En 1907 celui-ci fusionne avec le SOE Toulouse (Stade olympien des étudiants toulousains) et le SA Toulouse (Sport athlétique toulousain) pour former le SOEVS Toulouse (Stade olympien et Véto-sport toulousain) qui devient le Stade toulousain en 1908.
Deuxième ligne de 1,81 m pour 75 kg, il devient vice-champion de France en 1909 avec cette équipe, et arbitre également la première finale du championnat après la Première Guerre mondiale, en 1920 entre le Stadoceste tarbais et le RC France. 
Il est également régulièrement chroniqueur sportif pour La Dépêche du Midi. 
Octave Léry est le premier président de la fédération française de rugby, de 1920 à 1928, élu alors qu'il occupe le poste de président du comité des Pyrénées, et qu'il exerce le métier de vétérinaire dans la ville rose, puis devient le directeur des abattoirs de la ville. 
Un roman centré sur le rugby, qu'il co-écrit avec le journaliste et écrivain Louis Gratias, est publié dans L'Auto, le grand quotidien sportif français de l'époque. Titré La Grande Passion, cette œuvre littéraire motive un film éponyme, réalisé par André Hugon en 1928 et sorti la même année. 
Il vit avec son épouse Lucier Larquier et sa mère, au 165, allées Charles-de-Fitte à Toulouse, lors du recensement de 1936. 
Il meurt le 10 mai 1938. Une avenue de Toulouse porte son nom.

## Distinction
- Chevalier de la Légion d'honneur en novembre 1924[7].